# Altstadt (Düsseldorf)
Altstadt, Düsseldorf-Altstadt — dzielnica miasta Düsseldorf w Niemczech, w okręgu administracyjnym 1, w kraju związkowym Nadrenia Północna-Westfalia, w rejencji Düsseldorf.  